# Гамбир (Охајо)
Гамбир (енгл. Gambier) град је у америчкој савезној држави Охајо.

## Демографија
По попису из 2010. године број становника је 2.391, што је 520 (27,8%) становника више него 2000. године.
| Група             | 2000.         | 2010.         |
| Белци             | 1.736 (92,8%) | 2.117 (88,5%) |
| Афроамериканци    | 47 (2,5%)     | 67 (2,8%)     |
| Азијати           | 24 (1,3%)     | 47 (2,0%)     |
| Хиспаноамериканци | 31 (1,7%)     | 67 (2,8%)     |
| Укупно            | 1.871         | 2.391         |